# Gonda Wulfse
Allegonda "Gonda" Jacoba Catharina Wulfse (1896-1979) foi uma artista holandesa.

## Biografia
Wulfse nasceu a 28 de setembro de 1896 em Zwijndrecht e estudou em Paris, na França, na Academia Montparnasse, e em Munique, na Alemanha. Os seus professores incluíram Salomon Garf e Coba Ritsema. O seu trabalho foi incluído na exposição e venda Onze Kunst van Heden (A Nossa Arte de Hoje) em 1939 no Rijksmuseum em Amesterdão. Foi membro do Arti et Amicitiae, De Onafhankelijken (Os Independentes), Kunstenaarsvereniging Sint Lucas e Genootschap Kunstliefde.
Wulfse faleceu a 23 de novembro de 1979, em Amesterdão.